# Посельская, Наталья Семёновна
Ната́лья Семёновна Посе́льская (12 апреля 1946, Москва — 8 июля 2011, Якутск) — якутская балерина, балетный педагог, хореограф.
Основатель, директор и художественный руководитель Якутского хореографического училища. Заслуженный работник культуры Российской Федерации и Республики Саха (Якутия), кандидат педагогических наук.

## Биография
Дочь первой якутской балерины Аксении Васильевны Посельской и наркома просвещения, министра образования ЯАССР Семёна Семёновича Сюльского.
Окончила Новосибирское хореографическое училище в 1965 году и отправилась в Якутск, где стала солисткой балета Якутского музыкально-драматического театра (с 1971 года — музыкальный, с 1991 — театр оперы и балета). Танцевала ведущие и главные партии в спектаклях классического и национального репертуара. В 1976—1978 годах стажировалась в Ленинградском академическом хореографическом училище имени А. Я. Вагановой. Оставила сцену в 1988 году.
С 1988 по 1991 годы — балетмейстер-педагог ансамбля «Дьэ-буо». В 1990 году окончила педагогическое отделение ГИТИСа. С 1991 по 1995 годы — педагог-репетитор Якутского театра оперы и балета, ставила танцы в оперных спектаклях театра: «Порги и Бесс» Д. Гершвина, «Колыбельная» З. Степанова, «Храбрый портняжка».
В 1992 году по инициативе Натальи Посельской и при её непосредственном участии при Якутском музыкальном училище имени  М. Жиркова открылось хореографическое отделение, которое весной 1995 года было преобразовано в профессиональное образовательное учреждение «Республиканское хореографическое училище». Наталья Семёновна Посельская была бессменным директором, художественным руководителем и педагогом классического танца Якутского хореографического училища, получившего в 2004 году имя её матери — Аксении Посельской, со дня основания и до своих последних дней. Она воспитала не одно поколение артистов якутского балета.
Вела методическую и научно-исследовательскую деятельность, автор учебных пособий и научных публикаций. Под её руководством в рамках Федеральной программы «Культура России 2001—2005 годов» в Якутске прошли научно-практические конференции «Особенности физического развития учащихся хореографических училищ Крайнего Севера, Сибири и Дальнего Востока» и «Гений Петипа».
С 2010 года также — заведующая кафедрой «Искусство балета» Арктического государственного института искусств и культуры, созданной по её инициативе и при её личном участии.
Скончалась 8 июня на 66-м году жизни после продолжительной тяжёлой болезни. Для организации похорон выдающегося деятеля искусства республики была создана правительственная комиссия под руководством заместителя Председателя Правительства Республики Саха (Якутия) Феодосии Габышевой.

## Основные партии в Якутском театре оперы и балета
- «Барышня и хулиган» — Дива
- «Сияние Севера» — Мать
- «Золушка» — Злюка, Мачеха
- «Голубой Дунай» — Франциска
- «Кун Куо» — Дочь Солнца
- «Жизель» — Мирта
- «Сотворение мира» — Чертовка
- «Баядерка» — Индусский танец, па де аксьон
- «Камень счастья» — Хозяйка Земли
- «Орлы летят на Север» — Мать-орлица
- «Священный Ильмень» — Мать
- «Чурумчуку» — Нюргуяна
- «Половецкие пляски» — Главная красавица
- «Собор Парижской богоматери» — Гудула

## Звания и награды
- Заслуженный работник культуры Российской Федерации
- Заслуженный работник культуры Республики Саха (Якутия)
- Государственная премия Республики Саха (Якутия) имени Платона Алексеевича Ойунского
- Лауреат Национального Фонда возрождения «Баргарыы» при Президенте Республики Саха (Якутия)
- Медаль «За доблестный труд»
- Медаль «Ветеран труда»
- 2003 — Приз журнала «Балет» «Душа танца» в номинации «Учитель»
- 2010 — Лауреат республиканской премии «Маэстро»

## Память
9 сентября 2011 года Указом № 900 Президента Республики Саха (Якутия) Е. А. Борисова «Якутское хореографическое училище имени А. В. Посельской» было переименовано в «Якутское хореографическое училище имени Аксении и Натальи Посельских».

## Сочинения
- Посельская Н. Пособие для хореографических училищ по классическому танцу. 1 класс. — Якутск: ГОУ СПО ЯХУ, 2003. (недоступная ссылка)
- Посельская Н. Пособие для хореографических училищ по классическому танцу. 2 класс. — Якутск: ГОУ СПО ЯХУ, 2003. (недоступная ссылка)
- Посельская Н. Аксения Посельская — балерина. Книга воспоминаний. — Якутск: ГОУ СПО ЯХУ, 2004. (недоступная ссылка)
- Посельская Н. Пособие для хореографических училищ по классическому танцу. 3 класс. — Якутск: ГОУ СПО ЯХУ, 2006. (недоступная ссылка)
- Посельская Н. Пособие для хореографических училищ по классическому танцу. 4 класс. — Якутск: ГОУ СПО ЯХУ, 2007. (недоступная ссылка)
- Посельская Н. «Исполнение желаний». — Якутск: ГОУ СПО ЯХУ, 2007. (недоступная ссылка)
- Посельская Н. Вечера Якутской литературы и искусства. Москва, 1957 год. — Якутск: ГОУ СПО ЯХУ, 2007. (недоступная ссылка)
- Посельская Н. Семён Сюльский. — Якутск: ГОУ СПО ЯХУ, 2008. — (Выдающиеся люди республики). (недоступная ссылка)
- Посельская Н. Зинаида Попова: Балерина, педагог. — Якутск: ГОУ СПО ЯХУ, 2009. (недоступная ссылка)